# Vakasalewalewa
Vakasalewalewa són persones de Fiji, que van néixer assignats com a home al néixer però que tenen una expressió de gènere femení. A Fiji això s'entén com una identitat tradicional de tercer gènere, culturalment específica del país.

## Etimologia
El terme prové del fijià i es tradueix com «actuar a la manera d'una dona»; té connotacions d'una forma de vida cultural tradicional. Un terme modern relacionat és «qauri», que s'utilitza per descriure col·lectivament totes les persones amb cos masculí no heteronormatiu a Fiji. Un altre terme relacionat és «viavialewa», que es tradueix com «voler ser dona».
Vakasalewalewa s'inclou a l'acrònim MVPFAFF (māhū, vakasalewalewa, palopa, fa'afafine, akava'ine, fakaleitī o leitī, i fakafifine), encunyat per Phylesha Brown-Acton, per «millorar la consciència de la diversitat de gènere de Pasifika a més del terme LGBTQI ».

## Història i cultura
Els registres històrics colonials guarden silenci sobre el paper de les vakasalewalewa a la societat de Fiji. Tanmateix, com moltes altres identitats de gènere a Oceania, com ara akava'ine a les Illes Cook o fa'afafine a Samoa, que aquestes identitats existien i es valoraven al Fiji premodern. L'activista Shaneel Lal argumenta que abans de la colonització, les vakasalewalewa formaven part de la societat nativa de Fiji. Lal afirma que la colonització va despullar els fijians de les seves riques identitats queer i els va condicionar amb l'homofòbia, la transfòbia i la queerfòbia.
Segons Joey Joleen Mataele, moltes vakasalewalewa treballen al sector de l'hostaleria.

## Aceptació
En l'estudi de Geir Henning Presterudsten sobre les comunitats «qauri», es va informar que molts van rebutjar l'etiqueta de vakasalewalewa, creient que era «antiquada» o «restrictiva». No obstant això, les persones que es van adscriure a vakasalewalewa van trobar una major acceptació a Fiji, que les que es van identificar com a «qauri».

## Vakasalewalewa destacats
- Kalisito Biaukula - activista dels drets humans.[13]
- Shaneel Lal - activista dels drets queer i indígenes.[14]